# Der Lord mit der MP
Der Lord mit der MP (Originaltitel:  Le Saint prend l‘affût) ist ein französisch-italienischer  Kriminalfilm mit heiterer Note aus dem Jahr 1966 von Christian-Jaque, der auch – zusammen mit Jean Ferry – das Drehbuch verfasst hatte. Es beruht auf einem Roman von Leslie Charteris. In den Hauptrollen sind Jean Marais, Raffaella Carrà, Jess Hahn und Henri Virlojeux zu sehen. Zum ersten Mal ins Kino kam der Film am 26. Oktober 1966 in Frankreich. In der Bundesrepublik Deutschland hatte er seine Premiere am 25. November 1966.

## Handlung
Er ist weder ein Lord, noch gebraucht er eine Maschinenpistole (MP), doch in einem schottischen Schloss lebt er: Simon Templar, erfolgreicher Alleingänger in internationalen Gangsterkreisen, ehrfurchtsvoll „Der Heilige“ genannt. Diesmal plant er keinen neuen Coup, sondern hilft aus Dank für eine ehemalige Lebensrettung seinem Freund Oscar Chartier, der einem Zwischenhändler irgendwelche Dokumente nicht nur nicht bezahlt hat, sondern die wertlosen Dinger gleich zwei Geheimdiensten andrehte. So sind nun drei Parteien hinter der Summe her, die Oscars Freunde in Verwahrung genommen haben, stets aber untereinander weiterreichen. „Der Heilige“ scheut keine noch so weite Reise, die als Aussteuer für Oscars Töchterchen Sophie bestimmten Geldscheinbündel in Sicherheit zu bringen.
Nach etlichen Abenteuern und im Besitz des Vermögens hat Simon Templar allerdings die größte Mühe, den durch verschiedene Gehirnwäschen ehrlich gewordenen Oscar davon abzubringen, den unrechtmäßig erhaltenen Lohn freiwillig zurückzugeben.

## Kritiken
Der Evangelische Film-Beobachter urteilt eher mittelmäßig: „Christian-Jaque ist ein vielfältig begabter Regisseur. In letzter Zeit werden aber auch seine Filme immer mehr Serienware und weisen nur noch in Einzelheiten jene Spritzigkeit auf, die ihm im heiteren Bereich 1951 am vollendetsten mit ‚Fanfan, der Husar‘ gelang. […] Stark vergröberte Parodie auf Agentenfilme. Besser erst für Erwachsene als reichlich turbulente Unterhaltung möglich.“ Zu einer positiveren Einschätzung gelangt das Lexikon des internationalen Films: „Turbulente und einfallsreiche Abwandlung des üblichen Abenteuerfilms.“